# Stigmella azuminoensis
Stigmella azuminoensis là một loài bướm đêm thuộc họ Nepticulidae. Nó được miêu tả bởi Hirano năm 2010. Nó được tìm thấy ở Nhật Bản (Honshū).
Ấu trùng ăn Quercus serrata. Chúng có thể ăn lá nơi chúng làm tổ.